# Kasper Asgreen
Kasper Asgreen (Kolding, 8 febbraio 1995) è un ciclista su strada danese, professionista dal 2018, che corre per il team EF Education-EasyPost.
Nel 2019 ha vinto la medaglia d'argento a cronometro ai campionati europei; ha poi vinto la Kuurne-Bruxelles-Kuurne 2020, l'E3 Saxo Bank Classic 2021 e soprattutto il Giro delle Fiandre 2021.

## Palmarès

### Strada
- 2016 (Team Trefor/Team Virtu Pro-VéloConcept)

Campionati danesi, Prova a cronometro Under-23
- 2017 (Team VéloConcept/Team Virtu Cycling)

Grand Prix Viborg
Campionati danesi, Prova a cronometro Under-23
Campionati europei, Prova a cronometro Under-23
1ª tappa Tour de l'Avenir (Loudéac > Loudéac)
- 2018 (Team Virtu Cycling)

1ª tappa Istrian Spring Trophy (Parenzo > Albona)
- 2019 (Deceuninck-Quick-Step, tre vittorie)

2ª tappa Tour of California (Rancho Cordova > South Lake Tahoe)
Campionati danesi, Prova a cronometro
3ª tappa Deutschland Tour (Gottinga > Eisenach)
- 2020 (Deceuninck-Quick Step, tre vittorie)

Kuurne-Bruxelles-Kuurne
Campionati danesi, Prova in linea
Campionati danesi, Prova a cronometro
- 2021 (Deceuninck-Quick Step, quattro vittorie)

E3 Saxo Bank Classic
Giro delle Fiandre
4ª tappa Volta ao Algarve (Lagoa > Lagoa, cronometro)
Campionati danesi, Prova a cronometro
- 2023 (Soudal-Quick Step, tre vittorie)

Campionati danesi, Prova a cronometro
18ª tappa Tour de France (Moûtiers > Bourg-en-Bresse)
5ª tappa Okolo Slovenska (Hlohovec > Púchov)
- 2025 (EF Education-EasyPost, una vittoria)

14ª tappa Giro d'Italia (Treviso > Nova Gorica/Gorizia)

#### Altri successi
- 2016 (Team Trefor/Team Virtu Pro-VéloConcept)

Classifica scalatori Paris-Arras Tour
- 2018 (Quick-Step Floors)

Classifica finale Hammer Sportzone Limburg
1ª tappa Adriatica Ionica Race (Musile di Piave > Lido di Jesolo, cronosquadre)
Campionati del mondo, Cronosquadre
- 2019 (Deceuninck-Quick-Step)

Classifica a punti Tour of California
- 2023 (Soudal Quick-Step)

Classifica scalatori Volta ao Algarve

## Piazzamenti

### Grandi Giri
- Giro d'Italia

2025: 115º
- Tour de France

2019: 122º
2020: 114º
2021: 64º
2022: non partito (9ª tappa)
2023: 87º
2025: 91º
- Vuelta a España

2018: 134º

### Classiche monumento
- Milano-Sanremo

2020: 72º
2021: 99º
2023: 36º
2024: 16º
- Giro delle Fiandre

2019: 2º
2020: 13º
2021: vincitore
2022: 23º
2023: 7º
2024: 47°
Parigi-Roubaix
2019: 50º
2021: 68º
2022: 44°
2023: ritirato
2024: 88º
2025: 61º
- Liegi-Bastogne-Liegi

2025: 117º
- Giro di Lombardia

2018: ritirato

### Competizioni mondiali
- Campionati del mondo

Doha 2016 - Cronometro Under-23: 5º
Doha 2016 - In linea Under-23: 75º
Bergen 2017 - Cronometro Under-23: 7º
Bergen 2017 - In linea Under-23: 56º
Innsbruck 2018 - Cronosquadre: vincitore
Innsbruck 2018 - In linea Elite: 52º
Yorkshire 2019 - Cronometro Elite: 17º
Yorkshire 2019 - In linea Elite: ritirato
Imola 2020 - Cronometro Elite: 6º
Fiandre 2021 - Cronometro Elite: 4º
Fiandre 2021 - In linea Elite: ritirato
Glasgow 2023 - In linea Elite: ritirato
Glasgow 2023 - Cronometro Elite: 14°
- Giochi olimpici

Tokyo 2020 - In linea: ritirato
Tokyo 2020 - Cronometro: 7º

### Competizioni europee
- Campionati europei

Herning 2017 - Cronometro Under-23: vincitore
Herning 2017 - In linea Under-23: ritirato
Glasgow 2018 - In linea Elite: 26º
Alkmaar 2019 - Cronometro Elite: 2º
Alkmaar 2019 - In linea Elite: 38º
Trento 2021 - Cronometro Elite: 7º